# Лидумниекская волость
Лидумниекская волость (латыш. Līdumnieku pagasts) — одна из двадцати пяти территориальных единиц Лудзенского края Латвии. Находится на востоке края. Граничит с Блонтской, Циблинской и Бригской волостями своего края и с Пограничной волостью Красногородского района Псковской области России.
Волостным центром является село Лидумниеки (латыш. Līdumnieki, ранее также латыш. Aizpūre, рус. Заболотье, латыш. Zabolotje).
В центре села находится озеро Заболотное (латыш. Zabolotjes ezers).

## Население
По данным переписи населения Латвии 2011 года, из 325 жителей Лидумниекской волости латыши составляли  76,31 % (248 чел.), русские —  21,23 % (69 чел.), белорусы —  1,23 % (4 чел.). На начало 2015 года население волости составляло 276 постоянных жителей.